# Гай Центеній
Гай Центеній (лат. Gaius Centenius) – пропретор часів Другої Пунічної війни.
В 217 р до нашої ери був посланий із загоном кінноти консулом Гнеем Сервілієм на допомогу іншому консулу Гаю Фламінію, який готувався перепинити шлях Ганнібалу, який вступив в Етрурію. Поки Центеній був в дорозі, Фламіній був розбитий Ганнібалом при Тразименському озері. Магарбал поспішив з легкоозброєними військом назустріч Центенію, щоб відрізати йому можливість відступу. Центеній мав пробиватися в новому напрямку, по непрохідним для кінноти місцевостям. Досягнувши Плестійского озера, Центеній встиг зайняти вигідну позицію, але був переможений переважаючою його чисельністю ворогом.